# East Front II
East Front II è un videogioco, prodotto da TalonSoft nel 1999, di strategia a turni su mappa esagonale, sequel di East Front, basato sulla tattica militare e ambientato nel fronte orientale durante la seconda guerra mondiale.

## Modalità di gioco
Il gioco comprende 150 scenari: tutti gli scenari originali del precedente East Front ai quali ne sono aggiunti 50 nuovi; è inoltre presente un editor per la creazione di scenari da parte del giocatore.
Sono disponibili sia la modalità "singolo scenario" che la modalità "campagna"; vi sono cinque differenti opzioni di visualizzazione, due in 2D e 3 in 3D, ed ogni esagono rappresenta 250 metri quadrati di terreno.